# Szilkerék
Szilkerék románul: Corneni, falu Romániában, Erdélyben, Kolozs megyében.

## Fekvése
Szamosújvártól északnyugatra fekvő település.

## Nevének eredete
Nevét szilfás kerek erdeje után kapta.

## Története
Szilkerék Árpád-kori település, melyet már 1219-ben említettek az oklevelekben Scil néven.
Nevének későbbi változatai:  1220-ban v. Scily, 1273-ban t. Zylkerek, Sylkereke, 1275-ben Zylkerek, birtokosa ekkor Balázs fia Domokos, 1292ben Sylkereke (Árp. Uj Okmt. X. 84.), 1307-ben Zylkereek (Dl. 27827.), 1580-ban  Swlkerek  (Tatrossy cs. ltára), 1619-ben Szülkerek és Zwlkerek, 1696-ban Uj-Szilkereke, 1830-ban Szükerék, oláhul Sintyerék.
1275-ből ismert első birtokosa Zylkerek-en Balázs fia Domokos, 1307-ben pedig Mórici Márton fia János és testvére
Domokos, aki egy oklevél szerint az akkor Szolnok vármegyéhez tartozó Szilkerék  negyedét nővére fiainak adta. (Gy 2: 81. Móric Do vm).
1354-ben a Gróf Wass család levéltára szerint Szilkerek egyik birtokosául Mihály fia Demetert említették, később 1360-ban pedig e Mihálynak egy másik fia, Jakab van birtokosul megnevezve. A fennmaradt oklevelek adatai szerint határa Kecset és Szükerék közt a Kereusberek vagy ligetnél kezdődik és megy nyugatra a Menes patakához. (Gr. Bánffy ltár. 79. nr. 1.), majd 1377-ben itteni birtokos a fent nevezett Jakab fia János, többi része pedig Domokosfi János fia Balázs birtoka volt, majd 1379 -ben rajtuk kivül szükeréki birtokosok voltak még Márton fia István és Gebárd fia Tamás is.
Az 1300-as évek végétől fő birtokosai a Szilkerekiek; 1397-ben pedig Szükereki Jakab fia János volt bíróként említve, de e család tagjai voltak Szilkerék fő birtokosai egészen az 1500-as évek elejéig, később pedig a rajtuk kívül a rokon Kecseti, Almádi, Szilvási és más családok.
1694-ben birtokosai Bethlen Gergely és a Kornis család.
1696-ban Ujszilkerék is említve volt, melynek lakói valószínűleg a török hódoltság alatt költöztek ki régi lakóhelyükről és alapitották ezt az új községet, melynek birtokosa ekkoriban iklódi Toldalagi János volt.
1716-ban a Sándor, Kassai, Nemes, Krisán, Lengyel, Toth, Tamás, Szilágyi, Kerekes, Bogye, Román és Becze családok birtoka volt.
1756-ban egyik birtokosa Kapy Éva itteni részét férjére br. Diószeghi Zsigmondra hagyta.
1760–1769-ben birtokosai Diószeghi Ferenc és Zsigmond, Barcsay Gergelyné, báró Győrffy Samu, Diószeghi István, Bethlen János, Jánok István, gróf Kornis Zsigmond, Kifor György és Fülöp, gróf Wass Ádám, gr. Bánffy Dénes és Somkereki László voltak.
1788-ban a kincstár a hűtlenségbe esett báró Diószeghi Sámuel itteni részét elfoglalta.
1848-ig tisztán magyarok lakta község volt, de az évszázad végére 2-5 magyart leszámítva románok lakták, akik 1658 után lassanként telepedtek ide. Lakosai földművelők voltak.
1863-ban az úrbéri rendezéskor Diószegi Antal, Jékey Sándor, Weér Kata, Szilvási Miklós, gróf Wass Antónia és gyermekei: Károly, Gábor és Kálmán, Balogh Kata, Mohay Sándor és Inczédi Juliánna részére úrbéri kárpótlást utaltak ki.
1898-ban főbb birtokosa Bokros Lajos volt, aki Inczédy Juliánnától örökölte.
A trianoni békeszerződés előtt Szolnok-Doboka vármegye Szamosújvári járásához tartozott.
1910-ben 318 lakosából 7 magyar, 311 román volt. Ebből 311 görögkatolikus, 4 református volt.

## Népszokások
Az 1901-ben feljegyzett adatok szerint a falu ifjúsága minden Húsvét alkalmával gyülést tartott, ekkor birákat választottak, kiket új királyoknak neveztek, ezek mondtak itéletet azon ifjú felett, aki valami csinyt követett el; a bünöst társai fölemelték és talpát az e célra készült sulyok alakú deszkadarabbal ütötték az ítélet szerint. A királyság egy évig tartott. A választott bírák fő feladata az ünnepek alkalmával tartott táncmulatságok rendezése és felügyelete volt.

## Források

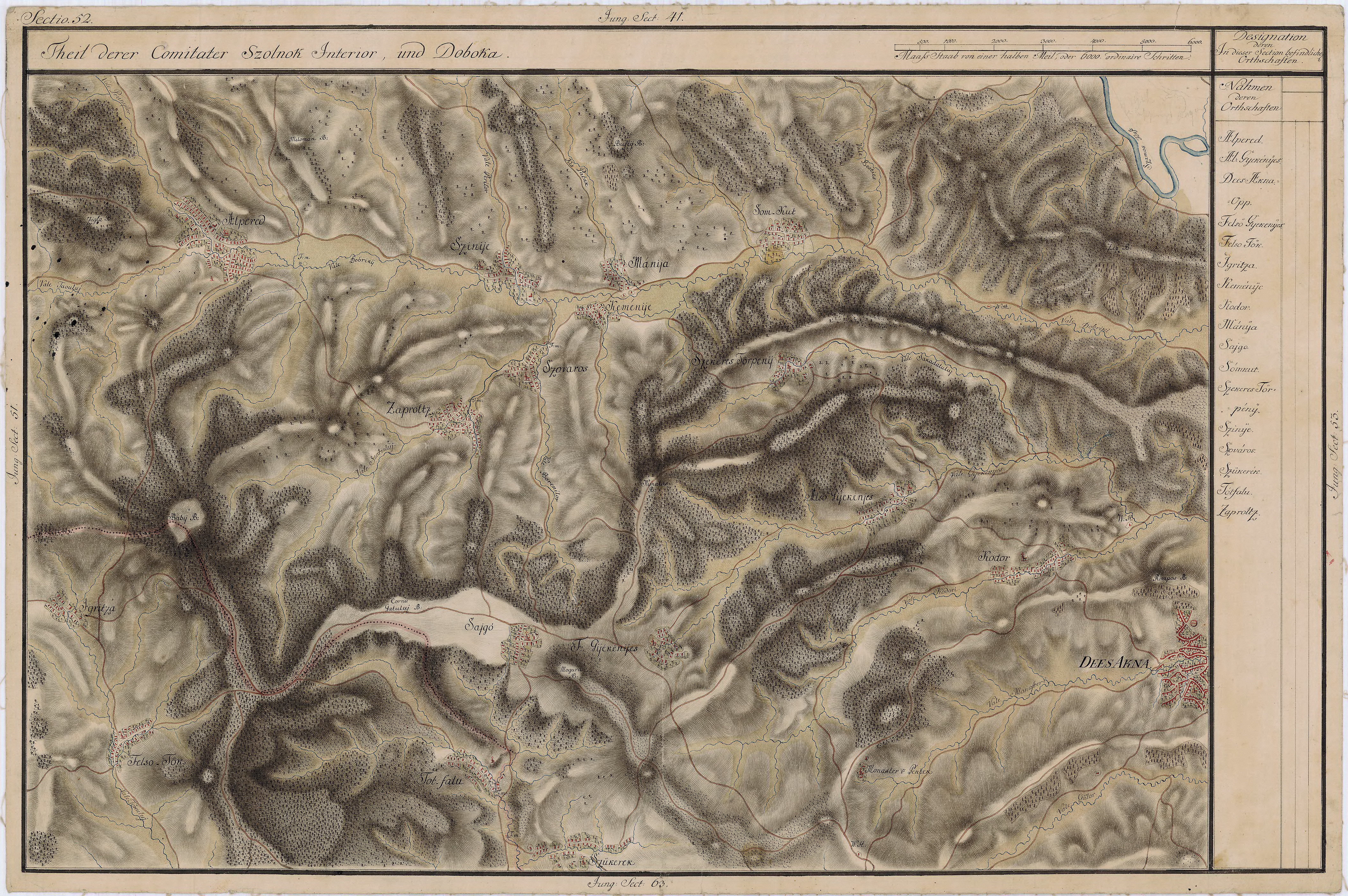
Szilkerék egy régi térképen

## Nevezetességek
- Schilling kúria